# ضریب انبساط حجمی
در فیزیک پایه کمیت ضریب میانگین انبساط حجمی (نماد:β) به صورت زیر تعریف می‌شود:β=3α
تغییر حجم در واحد حجم بخش بر تغییر دما= 
{\displaystyle {\frac {1}{V}}{\frac {\triangle \ V}{\triangle \ T}}=\beta }
این تعریف برای فرآیندهای فشار ثابت در نظر گرفته می‌شود. اکنون با اعمال شرط حدی «میل T∆ به سمت صفر» خواهیم داشت:
در فشار ثابت {\displaystyle \triangle \ T\rightarrow \ 0\Rightarrow \ \triangle \ V\rightarrow \ 0\Rightarrow \ B={\frac {1}{V}}\ {\frac {\partial V\ }{\partial T\ }}}

که در آن "بتاً (B) ضریب لحظه‌ای انبساط حجمی است. 
گفتنی است آزمایش‌های بسیاری وجود دارند که مستقل بودن ضریب انبساط حجمی از تغییرات فشار را نشان می‌دهند؛ و نیز ناچیز بودن تغییرات بتا در اثر تغییرات دما. از این رو می‌توان «بتاً را در یک گسترهٔ کوچک دما ثابت پنداشت. یکای β»بر کلوین" است.

## منبع
- گرما و ترمودینامیک؛ مارک والدو زیمانسکی، ریچارد دیتمن؛ حسین توتونچی و...؛ ویرایش سوم